# Ordres, décorations et médailles du Guyana
Les ordres, décorations et médailles du Guyana ont été créés après que le Guyana ait obtenu son indépendance du Royaume-Uni. En 1970, le Guyana est devenu une république — République coopérative du Guyana — et a créé ses deux premières distinctions nationales en vertu de la constitution des ordres du Guyana. 
Les premières nominations aux ordres du Guyana ont eu lieu en 1970. En 1976, la constitution des ordres de Guyane a été modifiée pour ajouter une troisième distinction nationale. Les nominations ont été présentées jusqu'en 2002. Après une période de plusieurs années, les premières nouvelles nominations ont eu lieu en 2011. De nouvelles nominations sont effectuées à l'occasion de l'anniversaire de l'indépendance de la République du Guyana, par le Président du Guyana, agissant en sa qualité de chancelier des ordres du Guyana. Si un récipiendaire reçoit une récompense supérieure dans l'ordre, il doit rendre l'insigne de la récompense inférieure et porter uniquement l'insigne et le ruban de la récompense supérieure. Les récipiendaires n'utilisent que le postnomial de la récompense la plus élevée après leur nom.

## Ordre de l'Excellence

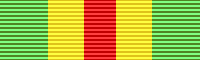
Barrette de l'ordre d'Excellence du Guyana.

L'ordre de l'Excellence du Guyana (O.E.) est la plus haute distinction nationale du Guyana. Cet ordre honorifique, toujours décerné en 2021, est établi en 1970 en vertu de la constitution des ordres du Guyana. Il est attribué aussi bien à des civils qu'à des militaires. Il se trouve limité à vingt-cinq[Quand ?] citoyens vivants du Guyana[Passage contradictoire (Jimmy Carter n'est pas citoyen du Guyana)],.

### Récipiendaires
Liste non-exhaustive des récipiendaires:
- Janet Jagan
- Cheddi Jagan
- Walter Rodney
- Jimmy Carter[Passage contradictoire (Jimmy Carter n'est pas citoyen du Guyana)]
- Nana Akufo-Addo

## Ordre de Roraima

Barrette de l'ordre de Roraima du Guyana.

L'ordre du Roraima  du Guyana (O.R.) est la deuxième distinction nationale la plus élevée du Guyana et est limitée à seulement trente-cinq récipiendaires guyaniens vivants. Créé en 1976, elle récompense tout citoyen guyanien qui a rendu un service exceptionnel à la nation. Les citoyens de nations étrangères qui sont considérés comme éligibles peuvent être honorés en tant que membres honoraires de l'ordre.

### Récipiendaires
Liste non-exhaustive des récipiendaires:
- Keith Massiah[6]
- John Carter

## Ordre du Service

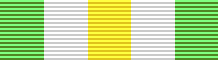
Barrette de l'ordre du Service du Guyana.

L'ordre du Service du Guyana est la troisième distinction du Guyana. Il se compose de six distinctions qui sont divisées en distinctions générales et distinctions spéciales. Les citoyens de pays étrangers peuvent se voir décerner un prix honorifique en vertu de l'ordre du Service du Guyana pour des services ou des réalisations exceptionnels qui profitent au Guyana.